# Parafia św. Jana Chrzciciela w Nisku
Parafia pw. św. Jana Chrzciciela w Nisku-Warchołach - parafia rzymskokatolicka znajdująca się w diecezji sandomierskiej w dekanacie Nisko. 
Została utworzona 22 czerwca 1984 z terenu parafii pw. św. Józefa w Nisku.

## Terytorium parafii
Nisko (ulice): Azaliowa, Bajaka, Błonie, Boczna, Borowa, Chabrowa, Czerniawy, Dąbka, Długa, Dolna, Głowackiego (parzyste: 30-110, nieparzyste: 29-111), Górna, Gruntowa, Jesionowa, Krucza, Lasowiaków, Niecała, Nowa, Nowa Boczna, Okrężna, Partyzantów, Pętla, Piaskowa, Podleśna, Reymonta, Rzeczna, Rzemieślnicza, Rzeszowska (parzyste: 28-54F, nieparzyste: 49-109), Rzeszowska Boczna I, Rzeszowska Boczna II, Świerkowa, Torowa, Tulipanowa, Usługowa, Wąska, Wiejska, Wilcza, Zielona

## Msze święte
Niedziele i Uroczystości: 7:30, 9:00 (Barce), 11:00, 17:00

Święta państwowo zniesione: 7:00, 15:30 (Barce), 17:00

Dni powszednie: 7:00, 17:00 (zimą) lub 18:00 (latem)